# Adelaide Bronti
Adelaide Bronti (fl. XIX-XX secolo) è stata un'attrice statunitense del muto.
Nella filmografia che si conosce di lei, il suo nome appare per la prima volta in una pellicola diretta da D.W. Griffith nel 1913 per la Biograph, la casa di produzione per la quale girò tutti i suoi primi film. In seguito, lavorò alla Powers Motion Picture Company, all'American Film Manufacturing Company e, fino al 1916, alla Lubin Manufacturing Company. Attrice caratterista non più giovanissima, le furono affidati spesso ruoli materni. Nella sua carriera che durò tre anni, girò oltre una quarantina di film.

## Filmografia
- The House of Darkness, regia di D.W. Griffith (1913)
- His Mother's Son, regia di D.W. Griffith (1913)
- Almost a Wild Man, regia di Dell Henderson (1913)
- Her Mother's Oath, regia di D.W. Griffith (1913)
- Thou Shalt Not Rubber (1913)
- The Lesson the Children Taught, regia di Edwin August (1913)
- Withering Roses, regia di Harry A. Pollard (1914)
- Bess, the Outcast, regia di Harry A. Pollard - cortometraggio (1914)
- Sally's Elopement, regia di Harry A. Pollard (1914)
- The Wife, regia di Harry A. Pollard - cortometraggio (1914)
- The Sacrifice, regia di Harry A. Pollard - cortometraggio (1914)
- Mlle. La Mode, regia di Harry A. Pollard - cortometraggio (1914)
- The Man Who Came Back, regia di Henry Harrison Lewis - cortometraggio (1914)
- In the Footprints of Mozart, regia di Thomas Ricketts - cortometraggio (1914)
- The Dream Dance, regia di Leon D. Kent (Leon De La Mothe) (1915)
- A House of Cards, regia di Leon Kent (1915)
- The Dead Soul, regia di Wilbert Melville (1915)
- Nell of the Dance Hall, regia di Wilbert Melville (1915)
- The Strange Unknown, regia di Wilbert Melville (1915)
- A Night in Old Spain, regia di Wilbert Melville (1915)
- Meg o' the Cliffs, regia di Melvin Mayo (1915)
- The Legend of the Poisoned Pool, regia di Edward Sloman (1915)
- The Inner Chamber, regia di Wilbert Melville (1915)
- Saved from the Harem, regia di Wilbert Melville (1915)
- Vengeance of the Oppressed, regia di Edward Sloman (1916)
- The Bond Within, regia di Edward Sloman (1916)
- The Law's Injustice, regia di Edward Sloman (1916)
- Two News Items, regia di Edward Sloman (1916)
- The Embodied Thought, regia di Edward Sloman (1916)
- The Diamond Thieves, regia di Wilbert Melville (1916)
- Sold to Satan, regia di Edward Sloman (1916)
- The Redemption of Helene, regia di Edward Sloman (1916)
- Soldiers' Sons, regia di Wilbert Melville (1916)
- The Gulf Between, regia di Edward Sloman - cortometraggio (1916)
- A Sister to Cain, regia di Edward Sloman (1916)
- The Scarlet Chastity, regia di Wilbert Melville (1916)
- Playthings of the Gods, regia di Wilbert Melville (1916)
- The Wheat and the Chaff, regia di Melvin Mayo (1916)
- Jackstraws, regia di Melvin Mayo (1916)
- The Scapegrace
- The Return of John Boston, regia di Jack Byrne (1916)
- The Rough Neck, regia di Melvin Mayo (1916)
- Their Mother
- A Lesson in Labor, regia di Paul Powell (1916)